# Mangwŏl sa
Mangwŏl sa (망월사 Klasztor Patrzący w Księżyc) – koreański klasztor.

## Historia klasztoru
Klasztor ten ma najdłuższą historię ze wszystkich dziesięciu klasztorów znajdujących się w obrębie twierdzy Namhansan. Początek klasztoru utożsamia się z powstałą w VII wieku pustelnią Mangwŏl am, która została wybudowana w 639 roku przez mnicha Haeho prawie na szczycie góry Tobong, na północ od dzisiejszego Seulu. W 1066 r. pustelnię odwiedził Narodowy Mistrz Hyegŏ, który rozbudował ją do rozmiarów klasztoru (i wtedy zmieniono am na sa).
Pod koniec XVIII wieku wybudowano w klasztorze gmach sŏn. W XIX i na początku XX wieku praktykowało lub nauczało w tym klasztorze wielu wybitnych mistrzów sŏn; byli wśród nich Mangong Wŏlmyŏn, Hanam Chungwŏn, Kŭmo T’aejŏn i Hyeam Chŏngang. Budynek sŏn istnieje do dziś i przeprowadzane są w nim letnie i zimowe praktyki kyol che.
Obecnie – od 1990 roku – trwają prace nad przywróceniem klasztorowi jego dawnej świetności.

## Adres klasztoru
- 413 Howon-dong (211-500 Mangwol-ro 28beon-gil), Euijeongbu, Gyeonggi-do, Korea Południowa